# 陈裕光
陈裕光（1893年3月7日—1989年4月19日），字景唐，男，祖籍浙江鄞县，生于江苏南京，中国教育家、化学家。

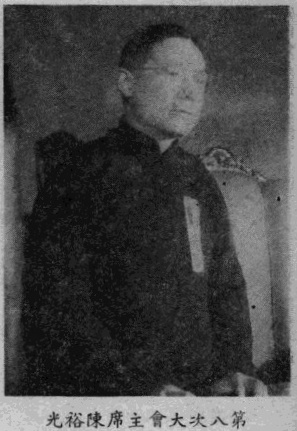
第一屆國民大會第八次大會主席陳裕光

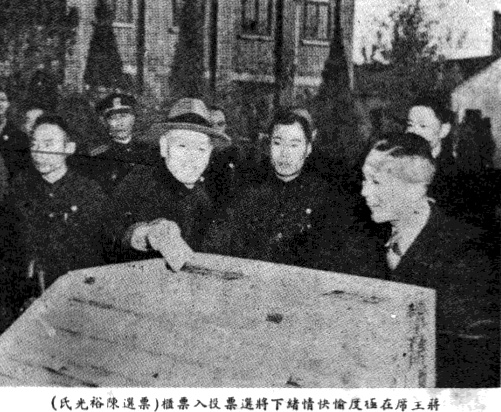
蔣主席在極度愉快情緒下將第一屆國民大會選票投入票櫃（票選陳裕光氏）

## 生平

### 求学历程
陈裕光祖籍浙江宁波鄞县，1893年3月8日出生于南京朝天宫西北面的四根杆子。1905年入南京汇文书院附属中学成美馆（今金陵中学）求学，1911年毕业考入南京金陵大学化学系，于1915年毕业，因成绩优异1916年由金陵大学选送到美国深造，攻读有机化学。
陈裕光在美国最初就读于克司工业大学，一年后转入哥伦比亚大学研究院化学研究所。留学期间，陈曾担任哥伦比亚大学留美中国学生会会长，并参加美国化学会，1919年他创办了《中国留学生季刊》（中文版》、《留美中国学生月刊》（英文版）。1921年中国国内发生严重水灾，陈裕光组织哥伦比亚大学中国留学生演出话剧《木兰从军》10场次募款救灾。

### 教育事业

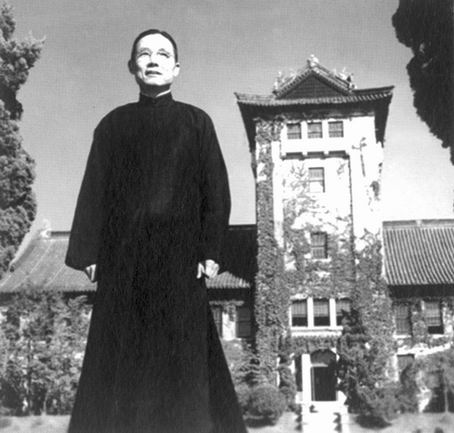
陈裕光在金陵大学

1922年获博士学位后，陈裕光本着“教育救国”的理想于1922年夏回国。当年8月，应当时的北京高等师范学校校长聘请，任教授兼理化部主任、理学系主任。1924年1月陈被聘为总务长，后兼任学校评议会主席，并曾两次代理校长职务至1925年夏天。
1925年应金陵大学校长包文邀请，陈裕光受聘金陵大学化学系有机化学教授，兼任国立东南大学教授。
1927年10月18日，金陵大学召开“沪宁各报新闻记者谈话会”。会上宣布：“金大原为教会学校，一切教育行政，皆操外人之手，经同仁努力奋斗，已将本校教育权收回。华人任校长，为本校创举。”陈裕光被聘为金陵大学校长，是第一位于外国在华开办大学中担任校长的中国人（为中国开展收回教育主权运动中外国在华主办大学任用中国人担任校长之始）。此后，陈担任该校校长直至1950年。陈裕光上任后，立即着手政府立案。1928年，金陵大学成为国民政府定都南京后最先呈请立案并获批准的教会大学。
1928年5月3日的五三惨案发生后，身为校长的陈裕光组织“金陵大学教职员反日救国大会”，在学校大会上领读《永不使用日货》誓词。
抗日战争期间，汪精卫政府先后两次致信陈裕光，延聘他出任教育部部长，陈未有理会。1945年后蒋中正曾有意请陈裕光出任教育部部长，陈裕光以国民政府“不重视教育”为由拒绝。
1947年舉行的第一屆國民大會代表選舉中，蒋中正曾以一般國民身分投票，选举陈裕光为南京选区国大代表。
基于他对教育事业的贡献，1929年陈裕光获美国哥伦比亚大学颁授荣誉教育奖章。1932年被推选为中国化学会首任会长，并连续当选为四届会长。1945年获美国加州大学名誉教育博士称号。

### 中华人民共和国成立後
中华人民共和国成立时，陈裕光反对将学校迁往台湾，组织学生护校，最终将学校交予中华人民共和国政府。1950年10月离任校长职位后，陈裕光到华东革命大学政治研究院学习。1956年春，62岁的陈裕光听了周恩来《关于知识分子问题的报告》后，写信给中共上海市委要求安排工作。同年3月获许上海市轻工业研究所的前身“轻工业局试验室”的筹建工作。1958年上海市轻工业研究所建立后，他被聘为化学顾问，负责科研室工作。在他的带领下，研究所在国内首先研制成功聚氯乙烯人造革和泡沫塑料，还开始了合成聚氯乙烯、聚乙烯、聚苯乙烯的生产研究。
1980年代担任南京大学校务委员会顾问，上海轻工业研究所化学顾问，上海市和江苏省政协委员。期间，陈裕光多次参与中国化学会活动，1982年，他以九十高龄访问美国，向金陵大学校友介绍国内情况，后又多次与各地金陵大学校友联系。1989年陈裕光在南京逝世前，仍在关心“亚洲基督教高等教育联合董事会”拨款资助中国教育事业发展一事。

## 故居
陈裕光在南京有两处故居。首先是他出生的地方莫愁路415号（原四根杆子），其次是他任金陵大学校长后的住处青岛路4号。其中，青岛路4号后来成为南京大学的多任校长的居住地。1984年，陈裕光将房屋捐献给政府。

### 家庭
陳裕光的妹妹陳越梅是杭立武夫人。